# Ligue des membres de la diète menant la guerre sainte
La ligue des membres de la diète menant la guerre sainte (聖戦貫徹議員連盟) est créée le 21 mars 1940 par un groupe de la diète du Japon pour soutenir l'armée japonaise qui combattait dans la seconde guerre sino-japonaise. Elle fut dissoute le 11 juin 1940.
Ce groupement temporaire fut établi par le premier ministre du Japon Fumimaro Konoe pour apporter un soutien politique. Cette initiative fut également une réaction aux questions que se posaient le gouvernement, et à ses politiques agressives en Chine continentale, lors d'un discours de Saitō Takao, membre du parti du Rikken Minseito.
Le groupe tenta de censurer le doute du public. Pour faire un exemple, le chef du groupe fut censuré au parlement et retiré de la chambre (et de son propre parti).
Le groupe comptait au total 450 membres actifs à la chambre des représentants du parlement. Ils représentaient tous les partis politiques de l'époque. Le groupe pressa ses membres à se faire voir comme des politiciens loyaux à la cause militariste, à l'inverse de Saitō, qui était considéré comme un traître à la nation et aux vraies valeurs du pays.
Durant son existence éphémère, le groupe publia une déclaration : « Nous nous félicitons des quatre années de campagnes sacrées, et des actions de courage de nos soldats, avec le zèle et le soutien du peuple sur le front intérieur, qui ont pour but de porter un coup fatal au régime corrompu de Tchang Kaï-chek et créer dans les masses chinoises un sentiment pro-japonais et des désirs de paix. »

## Source de la traduction
- (en) Cet article est partiellement ou en totalité issu de l’article de Wikipédia en anglais intitulé « League of Diet Members Carry Through the Holy War » (voir la liste des auteurs).